# 陈小平 (1963年1月)
陈小平（1963年1月—），男，汉族，浙江杭州人，中华人民共和国政治人物，现任浙江省政协副主席，中国民主建国会中央委员会常务委员、浙江省委员会主任委员，第十二、十三届全国政协委员。
2009年8月，中华职业教育社第十次全国代表大会召开，他出任中华职业教育社第十届理事会常务理事。